# آلبرت آقازاریان
آلبرت آرسین آقازاریان (ارمنی: Ալբերտ Աղազարյան؛ ارمنی غربی: Ալպերթ Աղազարեան ۱۸ اوت ۱۹۵۰ – ۳۰ ژانویه ۲۰۲۰) تاریخ‌نگار فلسطینی بود. در خانواده‌ای از ارمنی‌های اورشلیم به دنیا آمد. به عنوان استاد تاریخ و سپس مدیر روابط عمومی دانشگاه بیرزیت بیش از بیست سال از ۱۹۷۹ تا ۲۰۰۲ کار کرد. اگرچه مطالعات تاریخی زیادی منتشر نکرد، اما به دلیل آگاهی فراوان از تاریخ و واقعیت شهر اورشلیم، یکی از مؤرخان آن به‌شمار می‌رود و به یکی از برجسته‌ترین افراد در روایت شفاهی شهر اورشلیم تبدیل شد. نام آقازاریان زمانی بر سر زبان‌ها افتاد که او در سال ۱۹۹۱ همراه با حنان عشراوی، یکی از اعضای کمیته اجرایی سازمان آزادیبخش فلسطین، هیئت رسانه‌های فلسطینی را در کنفرانس مادرید را رهبری کرد.

## زندگی و پیشه
آلبرت آقازاریان در ۱۸ اوت ۱۹۵۰ در خانواده‌ای در محلۀ ارمنی در شهر قدیم اورشلیم به دنیا آمد. پدربزرگ و مادربزرگ وی از بازماندگان و پناهندگان نسل‌کشی ارمنی‌ها بودند. پدر و مادرش الیز تاشجیان، خیاط، و آرین آقازاریان، رستوران‌دار و مدیر مغازه خواربارفروشی بودند. وی با صحبت کردن به زبان‌های ارمنی و ترکی بزرگ شد و زبان عربی و همچنین انگلیسی و فرانسوی به‌عنوان زبان‌های دوم فرا گرفت.
در دانشکدهٔ الفریر و بیرزیت تحصیل کرد که بعدها به دانشگاه شد و در سال ۱۹۷۰ دیپلم مطالعات خاورمیانه را گرفت. او به دانشگاه آمریکایی بیروت رفت و در آنجا مدرک لیسانس خود را در رشته علوم سیاسی گرفت. سپس در سال ۱۹۷۹ مدرک کارشناسی ارشد خود را در رشتهٔ مطالعات عربی معاصر از دانشگاه جورج تاون دریافت کرد.
اگر چه آقازاریان مطالعات تاریخی زیادی منتشر نکرد، اما به دلیل آگاهی فراوان و عمیق از تاریخ اورشلیم، اغلب او را «مؤرخ قدس» می‌دانستند. این امر او را به یکی از برجسته‌ترین مؤرخان در سخنرانی‌ها و دانشگاه‌ها و یکی از بهترین افرادی برای ارائه روایت شفاهی از تاریخ این شهر قرار داد. او به زبان‌های عربی، انگلیسی، فرانسوی، ارمنی و عبری و همچنین ترکی و اسپانیایی تسلط کامل داشت که این تسلط، صلاحیت او برای کار ترجمه به دنبال داشت.
بین سال‌های ۱۹۷۳ تا ۱۹۷۶ برای روزنامهٔ «القدس» کار می‌کرد و یکی از اعضای مؤسس انجمن انجمن فکری عرب در اورشلیم در سال ۱۹۷۷ بود. آقازاریان به عنوان استاد تاریخ و سپس مدیر روابط عمومی دانشگاه بیرزیت بیش از بیست سال کار کرد، از ۱۹۷۹ تا ۲۰۰۲. او در این سمت خود، مدافع حقوق دانشجویان در برابر سیاست تعطیلی دانشگاه‌ها در برابر اسرائیل بود و به حیث مدافع آزادی آموزش فعالیت کرد. نام آقازاریان زمانی برجسته شد که او در کنفرانس مادرید در سال ۱۹۹۱ رهبری هیئت رسانه ای فلسطین را به همران حنان عشراوی بر عهده داشت. او در زمینهٔ آماده‌سازی تحقیقات و مطالعات، ایراد سخنرانی و ترجمه همزمان برای بسیاری از کنفرانس‌ها، سمینارها و نشست‌های سیاسی سطح بالا فعالیت کرد. او بسیاری از سران کشورهای خارجی، وزرا و اعضای مجالس بین‌المللی را همراهی می‌کرد و تاریخ قدس را برای آنها توضیح می‌داد. در سال ۲۰۰۶ به پاس خدماتی که برای تبیین موضوع مقدس به‌طور خاص و مسئلهٔ فلسطین به‌طور کلی در صحنهٔ بین‌المللی ارائه کرد، از سوی پادشاه بلژیک آلبرت دوم مدال عالی دریافت کرد.

## زندگی شخصی
دخترش الیز آزاریان، پژوهشگر تاریخ از پدرش در نوشتن دربارۀ تاریخ اورشلیم الگوبرداری کرد.

## درگذشت
آلبرت آقازاریان در ۳۰ ژانویه ۲۰۲۰ در سن هفتاد سالگی در اورشلیم درگذشت. تشییع پیکرش در کلیسای دیر الزیتون در صومعه ارمنی‌های ارتدکس در شهر زادگاهش برگزار شد. حنان عشراوی، عضو کمیته اجرایی سازمان آزادی‌بخش، در بیانیه‌ای از او تجلیل کرد و گفت: «از او به خاطر تلاش‌های خستگی‌ناپذیرش برای پیشبرد آرمان مردممان برای آزادی و عدالت، چه از طریق فعالیت‌های دانشگاهی و چه با فعالیت‌های علمی، یاد خواهیم کرد. شرکت او با هیئت فلسطینی در کنفرانس مادرید، جایی که من از نزدیک با او کار کردم. او به توضیح تاریخ و فرهنگ و واقعیت اورشلیم اشغالی ادامه داد.» محمود عباس نیز دربارهٔ او گفت: «ما یک برادر مبارز و یکی از شخصیت‌های شهر قدس را در دفاع از عربیت آن و روایت فلسطینی‌ها از هویت قدس را از دست دادیم.» و او را ثابت قدم در محلهٔ ارمنی در برابر همه تلاش‌ها برای یهودی‌سازی آن نامید.

## آثار
آقازاریان کتاب‌هایی را با مشارکت نویسندگان منتشر کرده است، از جمله عناوین عربی آن‌ها:
- خارج القدس؟: أصوات مسيحية من الأرض المقدسة: با عفیف آقازاریان و برنارد سابیلا، ۱۹۹۷
- أصوات مسيحية من القدس: عشية الألفية الثالثة: با عفیف آقازاریان و برنارد سابیلا، ۱۹۹۸
- حوض المتوسط بين العقل والجنون: مطالعه ای در یک کتاب جمعی منتشر شده به زبان فرانسه، ۱۹۹۸

ترجمه:
- أسطورة التنمية في فلسطين: الدعم السياسي والمراوغة المستديمة: خلیل نخله، ۲۰۰۴